# Пфедельбах
Пфедельбах (нем. Pfedelbach) — община в Германии, в земле Баден-Вюртемберг. 
Подчиняется административному округу Штутгарт. Входит в состав района Хоэнлоэ.  Население составляет 8986 человек (на 31 декабря 2010 года). Занимает площадь 41,28 км².
Коммуна подразделяется на 6 сельских округов.